# Gol Afrā
Gol Afrā (persiska: گُل فَرا, Gol Farā, گل افرا) är en ort i Iran.   Den ligger i provinsen Golestan, i den norra delen av landet, 260 km nordost om huvudstaden Teheran. Gol Afrā ligger 12 meter över havet och antalet invånare är 723.
Terrängen runt Gol Afrā är varierad.Runt Gol Afrā är det ganska tätbefolkat, med 160 invånare per kvadratkilometer. Närmaste större samhälle är Bandar-e Gaz, 6,6 km väster om Gol Afrā. Trakten runt Gol Afrā består till största delen av jordbruksmark.